# Sanetan
Sanetan is een bestuurslaag in het regentschap Rembang van de provincie Midden-Java, Indonesië. Sanetan telt 1593 inwoners (volkstelling 2010).